# Cedar (Kansas)
Cedar é uma cidade localizada no estado americano de Kansas, no Condado de Smith.

## Demografia
Segundo o censo americano de 2000, a sua população era de 26 habitantes.
Em 2006, foi estimada uma população de 23, um decréscimo de 3 (-11.5%).

## Geografia
De acordo com o United States Census Bureau tem uma área de
0,5 km², dos quais 0,5 km² cobertos por terra e 0,0 km² cobertos por água. Cedar localiza-se a aproximadamente 497 m acima do nível do mar.

## Localidades na vizinhança
O diagrama seguinte representa as localidades num raio de 20 km ao redor de Cedar.